# 蕭諶
蕭諶（5世紀—495年8月1日），字彥孚，南蘭陵郡蘭陵縣人，南朝宋員外郎蕭道清之孫，桂陽國下軍將軍蕭仙伯之子，齊高帝蕭道成絕服族子。

## 生平
蕭諶早年出仕南朝宋，歷任州從事、晉熙國侍郎、晉熙國左常侍。元徽四年（476年），中領軍蕭道成長子蕭賾出京擔任鎮西將軍、郢州刺史、晉熙王劉燮軍府的長史，領江夏內史，行郢州事。蕭道成遂遣蕭諶跟隨蕭賾，為其出謀劃策，蕭諶因此成為蕭賾的心腹。昇明三年（479年），蕭賾進號中軍大將軍，蕭諶擔任中軍刑獄參軍，帶東莞太守。
南朝齊建元元年（479年），齊高帝蕭道成代宋，蕭諶以勳懃封安復縣開國男，食邑三百戶。武陵王蕭曅初除冠軍將軍，蕭諶擔任冠軍參軍。同年，臨川王蕭映為前將軍、揚州刺史，蕭諶遷任前軍參軍。後除尚書都官郎。建元二年（480年）十二月，臨川王蕭映出為鎮西將軍、荊州刺史，蕭諶遷任鎮西中兵參軍，加號建威將軍，隨其赴荊州。蕭諶後還朝，領東宮宿衛。
建元四年（482年），齊武帝蕭賾即位，出蕭諶為大末令。蕭諶尚未之縣，即除步兵校尉，領射陽令，後轉帶南濮陽太守，領御仗主。永明二年（484年），蕭諶遷任南蘭陵太守，建威將軍如故。復除步兵校尉，仍帶南蘭陵太守。齊武帝非常信任蕭諶，將齋內兵仗悉數交付蕭諶統領，又讓其參掌心膂密事。蕭諶後除正員郎，轉左中郎將，後軍將軍，仍帶南蘭陵太守。齊武帝晚年臥疾在延昌殿，敕蕭諶在左右宿直。
永明十一年（493年），齊武帝崩，遺敕蕭諶領殿內事如舊。同年，皇太孫蕭昭業即位，也同樣非常信任蕭諶。如果萧谌不在宫内，萧昭业就整晚不睡觉。蕭諶後轉任衛軍司馬，兼衛尉，加輔國將軍。尚書令蕭鸞進言匡諫時，蕭昭業呆在後宮不出，因此只能派遣蕭諶與蕭坦之進宮進言。蕭諶見皇帝胡作非為，選擇歸附蕭鸞，勸其行廢立之事。隆昌元年七月（494年），蕭鸞決定廢帝，蕭昭業知曉蕭鸞的行動後，對蕭諶仍信任不減，密作手敕以召喚蕭諶。蕭諶率兵入宮廢殺蕭昭業，因其素日在宮內威望甚高，無人抵禦。
延興元年（494年）七月，蕭昭文即位。八月，蕭諶遷任中領軍，進爵為公，增邑併前二千戶，得賜甲仗五十人，入直殿內，每月十日還府。
建武元年（494年）十月，齊明帝蕭鸞篡位，蕭諶轉任領軍將軍、左將軍、南徐州刺史，給扶，進封衡陽郡開國公，食邑三千戶。蕭鸞當初曾許諾蕭諶等到事成後任用其為揚州刺史，如今卻不兌現承諾，蕭諶對此非常憤恨，說「見炊飯熟，推以與人」。蕭諶又自恃勳重，時常干預朝政。齊明帝得知蕭諶的言行後，對其頗為猜疑，因此決定將其除掉，只因为萧谌的弟弟司州刺史萧诞、萧诔正在抵抗北魏而暂缓。北魏退兵后，建武二年六月壬戌（495年8月1日），齊明帝在華林園宴請蕭諶與尚書令王晏等人。宴請結束後，留蕭諶晚出。蕭諶外出走到華林閤時被逮捕，遂被處死。齐明帝同时杀死萧诔，派黄门郎萧衍去司州杀死萧诞，并杀死齐武帝的三个儿子西陽王萧子明、南海王萧子罕、邵陵王萧子贞。

## 延伸阅读
[在维基数据编辑]
 《南齊書/卷42》，出自萧子显《南齊書》
 《南史·卷41》，出自李延壽《南史》